# Кеннох
Мохоемок (умер ок. 656 года) — святой игумен из Лимокевога. День памяти — 13 марта.
Святой Мохоемок (Mochoemoc), или Кеннох (Kennoch), или МоХаомхог (Mo-Chaomhog, Mochaemhog), или Пульхерий (Pulcherius), или Вулакний (Vulcanius) родился в Манстере, Ирландия. Его вырастила его тётя, святая Ита (Ita, память 15 января). Он учился у святого Комгалла (Comgall, память 11 мая) в монастыре Бангор, графство Даун, где и началась его монашеская жизнь.
Святой Комгалл послал св.Кенноха в Ардерин, чтобы поставить там дом. Позже святой Мохоемок основал большой монастырь в Лимокевоге (Leamokevoge, или Liath-Mochoemoc, или Liath-mor) в графстве Типперари (Tipperary), вокруг которого возник большой город, носящий имя святого.